# 羽前千歳駅

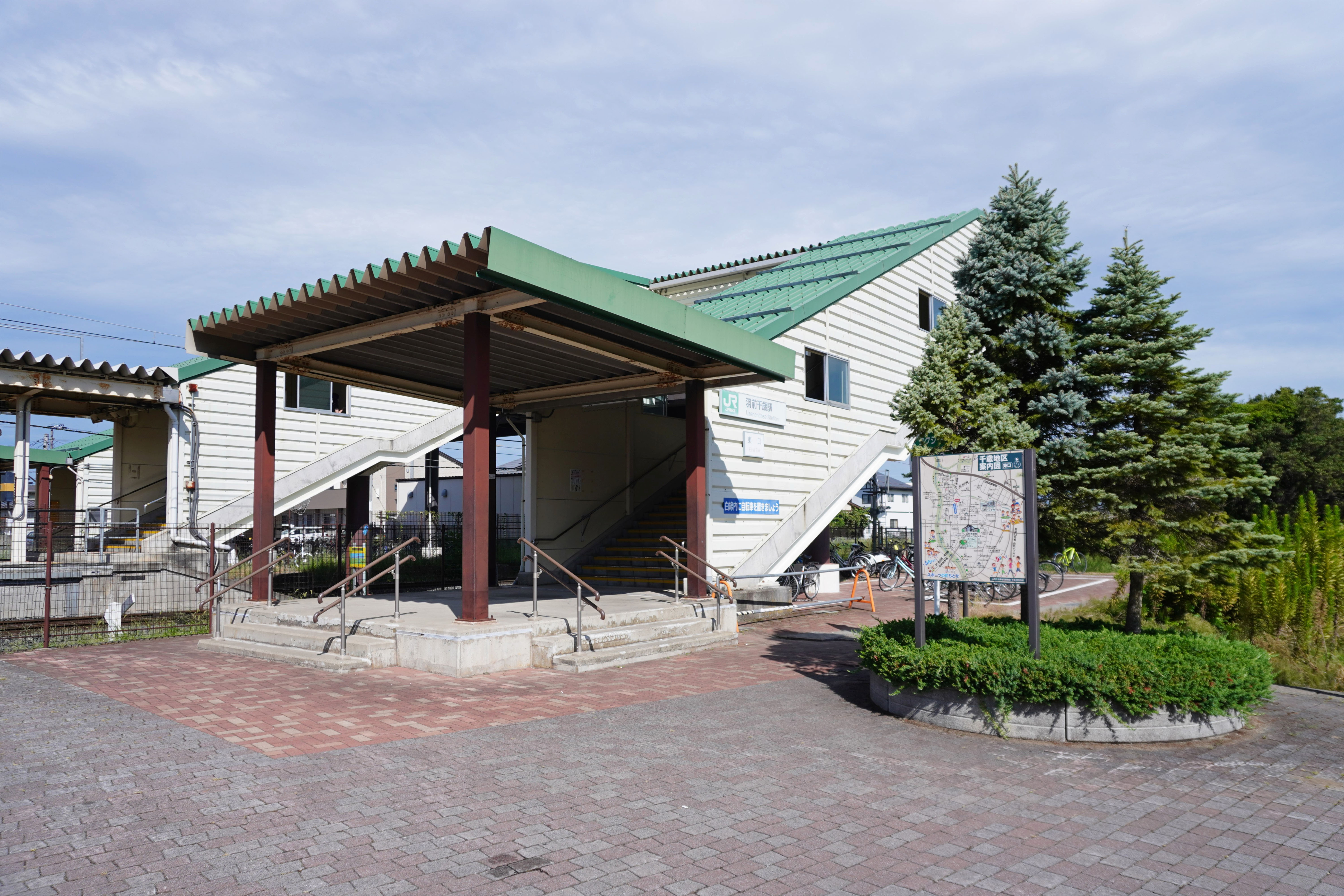
東口（2023年9月）

羽前千歳駅（うぜんちとせえき）は、山形県山形市長町にある、東日本旅客鉄道（JR東日本）の駅である。

## 乗り入れ路線
当駅に乗り入れている路線は、当駅の所属線である奥羽本線に、仙山線を加えた2路線である。奥羽本線には在来線としての愛称として「山形線」が設定されている。仙山線は路線としては当駅が終点であるが、全列車が奥羽本線山形駅まで乗り入れている。同路線は軌間1,435ミリメートルの標準軌の線路を使用する山形新幹線および山形線とは異なり、一般的なJR在来線と同様に軌間1,067ミリメートルの狭軌であるため、同路線の列車は山形駅 - 当駅間では標準軌と並行して設けられた狭軌の単線を走行する。

## 歴史
- 1933年（昭和8年）10月17日：仙山西線当駅 - 山寺間開通と共に開業[2][3]。
- 1969年（昭和44年）10月1日：貨物の取り扱いを廃止[3]。
- 1985年（昭和60年）3月14日：荷物の扱いを廃止[3]。
- 1986年（昭和61年）11月1日：駅員無配置駅となり[4]、簡易委託化[5][6]。
- 1987年（昭和62年）4月1日：国鉄分割民営化により、JR東日本の駅となる[3]。その後、無人駅化（80年代中）。
- 1999年（平成11年）12月4日：駅舎を解体し、代わりに跨線橋を改築。
- 2005年（平成17年）3月28日：仙山線快速列車停車により仙山線の列車は全て停車となる。
- 2024年（令和6年）
  - 3月16日：ICカード「Suica」の利用が可能となる[7][8]。
  - 10月1日：えきねっとQチケのサービスを開始[1][9]。

## 駅構造
島式ホーム1面2線を有する地上駅である。東側の2番線を仙山線の列車が、西側の1番線を奥羽本線（山形線）の列車が、上下にかかわらず使用している。

### のりば
| 番線 | 路線    | 方向 | 行先           |
| ---- | ------- | ---- | -------------- |
| 1    | ■山形線 | 下り | 新庄方面       |
| 1    | ■山形線 | 上り | 山形・福島方面 |
| 2    | ■仙山線 | 下り | 山形方面       |
| 2    | ■仙山線 | 上り | 山寺・仙台方面 |

前述のように仙山線（狭軌）と奥羽本線（山形線）（標準軌）は軌間が異なり、当駅より南方の山形駅 - 当駅下り場内信号機間までは西側に狭軌が、東側に標準軌が敷かれている単線並列構造である。当駅ホーム南側で両線は平面交差し、仙山線は島式ホームの東側に入線し、駅の北側で山形線から離れて東に向かう。ホーム西側に入線する山形線はそのまま北上する。交差箇所の仙山線側には上下両方向に安全側線がある。この構造から当駅での列車交換や待避はできない。
奥羽本線が狭軌の頃は1番線が新庄・仙台方面、2番線が山形方面で、駅の北側にX字ポイントがあり、列車交換も可能であったが、今はその跡しかない。さらに北側に行くと変電所が、また、仙山線方面には2001年（平成13年）11月に架け替えられた鉄橋がある。
山形駅が管理する無人駅である。駅舎はなく、駅の西側とホームおよび駅の東側を一本の跨線橋が結んでいるが、その跨線橋の中部には自動券売機と簡易Suica改札機も設置されており、この跨線橋が駅舎の代わりとなっている。旧駅舎は、現在の西口にあった。

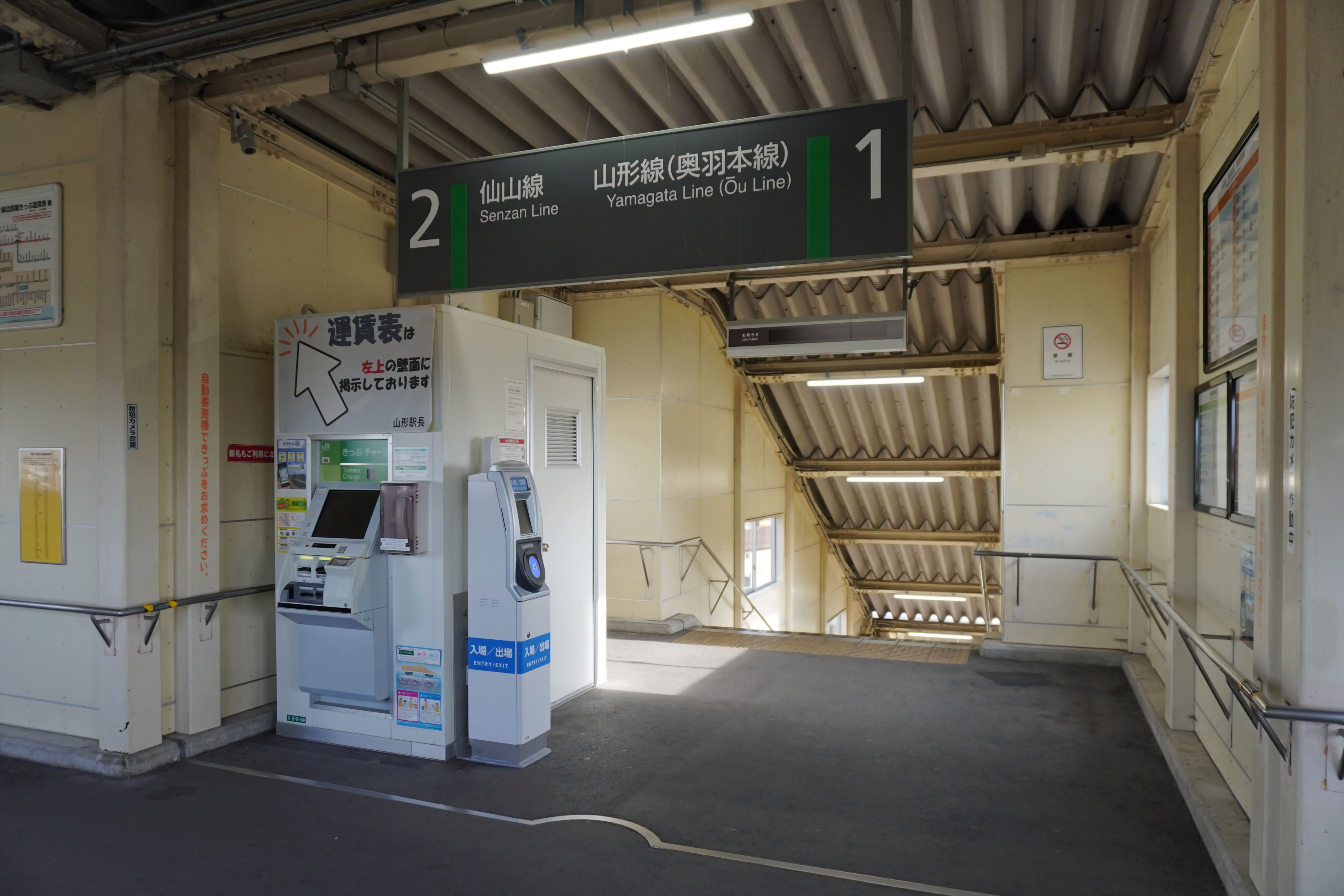
改札口（2024年3月）
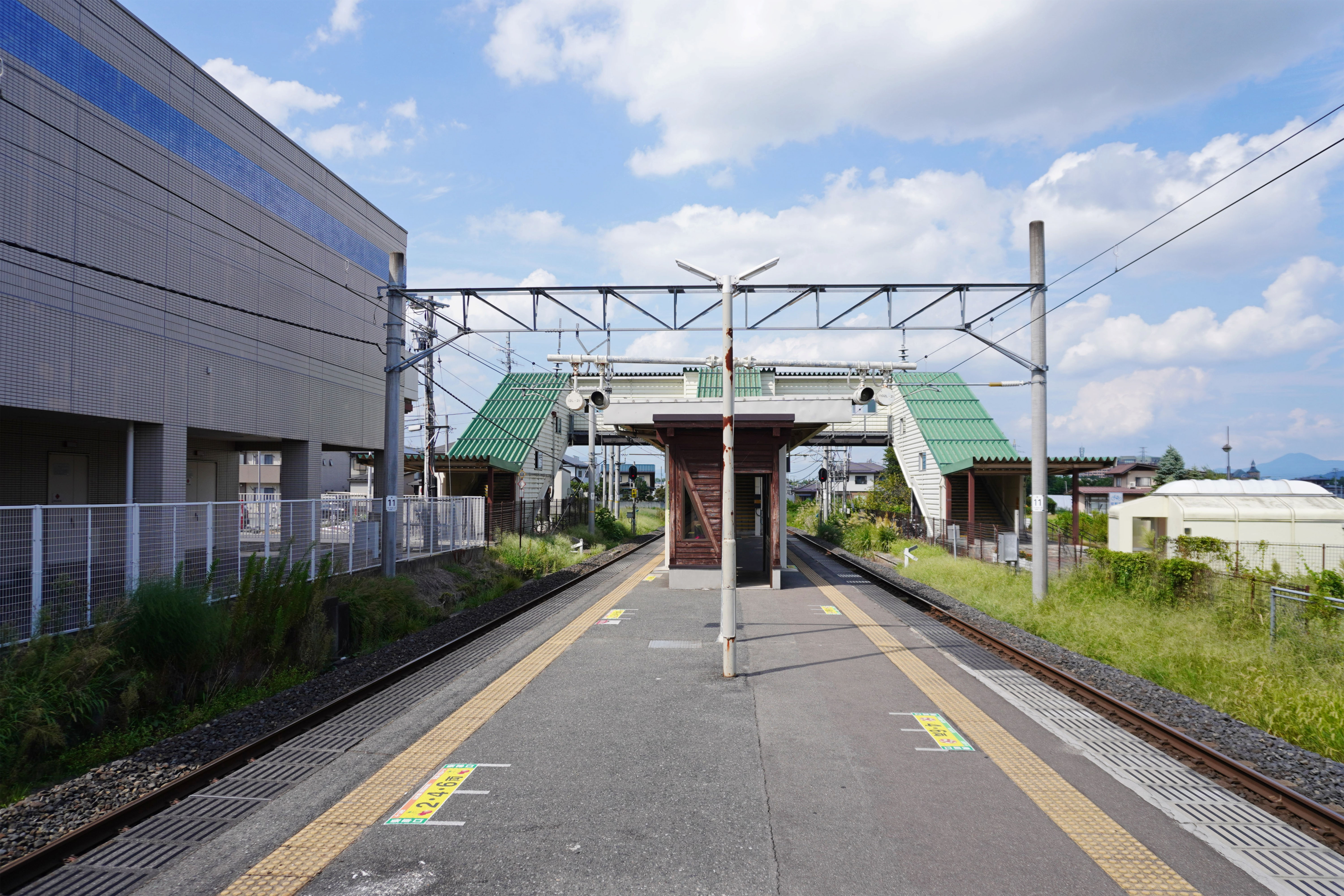
ホーム（2023年9月）
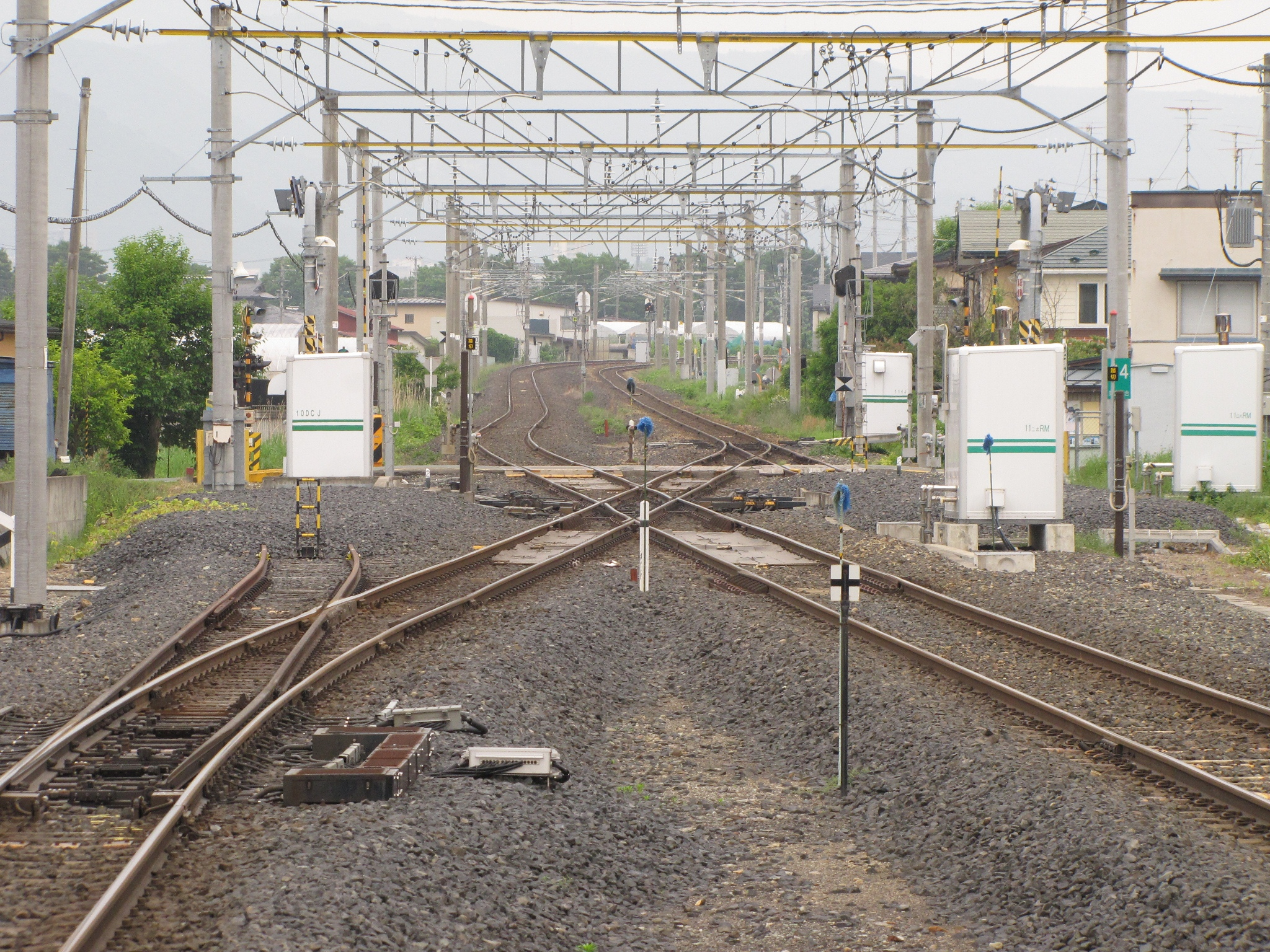
駅南側の平面交差部分（2011年5月）

## 利用状況
「山形県の鉄道輸送」によると、2000年度（平成12年度）- 2004年度（平成16年度）の1日平均乗車人員の推移は以下のとおりであった。
| 乗車人員推移       | 乗車人員推移     | 乗車人員推移 |
| 年度               | 1日平均 乗車人員 | 出典         |
| ------------------ | ---------------- | ------------ |
| 2000年（平成12年） | 234              | [ 11 ]       |
| 2001年（平成13年） | 226              | [ 11 ]       |
| 2002年（平成14年） | 216              | [ 11 ]       |
| 2003年（平成15年） | 207              | [ 11 ]       |
| 2004年（平成16年） | 226              | [ 11 ]       |

## 駅周辺
- 山形国際交流プラザ（山形ビッグウイング）
- 山形市総合スポーツセンター
- 山形済生病院
- 山形市立千歳小学校
- 山形市千歳コミュニティセンター
- 山形長町郵便局
- JAやまがた千歳支店
- 山交バス「千歳駅前」停留所
- イオン山形北店
- ヨークベニマル落合店
- 山形県道22号山形天童線（旧国道13号）
- 山形県道174号大野目内表線

## 分岐点通過列車に対する区間外乗車の特例
特例として、楯山駅以遠（仙山線仙台方）と南出羽駅以遠（奥羽線新庄方）の相互間を山形駅で改札口を出ずに乗り継ぐ場合、乗り換え列車の少なくとも一方（定期列車は奥羽本線を走る山形新幹線列車のみ、仙山線で当駅を通過する定期列車はなし）が当駅を通過する場合には当駅 - 山形駅間の区間外乗車が認められており、運賃計算には含まれないことになっている。

## 隣の駅
東日本旅客鉄道（JR東日本）
■山形線（奥羽本線）
北山形駅 - 羽前千歳駅 - 南出羽駅
■仙山線（当駅 - 山形駅間奥羽本線）
□快速
山寺駅 - 羽前千歳駅 - 北山形駅
■普通
楯山駅 - 羽前千歳駅 - 北山形駅